# Xcelerator
Xcelerator es una montaña rusa de acero de lanzamiento hidráulico, localizada en el parque de atracciones Knott's Berry Farm en California. Xcelerator fue la segunda montaña rusa de Intamin AG en utilizar un sistema de propulsión hidráulico después de la Storm Runner ubicada en Hersheypark, además de ser la cuarta montaña rusa que instaló la compañía en el parque.

## Ficha
| Localización      | Knott's Berry Farm                    |
| Tipo              | Acero - Sentado - Accelerator coaster |
| Altura            | 62 metros                             |
| Velocidad         | 132 km/h                              |
| Longitud          | 671 metros                            |
| Nº de inversiones | 0                                     |
| Máx. aceleración  | 0 a 132 km/h en 2,3 segundos          |